# Rue Gosset
Pour les articles homonymes, voir Gosset.
La rue Gosset  est une voie de la commune de Reims, située au sein du département de la Marne, en région Grand Est.

## Situation et accès
La rue Gosset dépend administrativement au Quartier Cernay Jamin - Jean Jaurès - Épinettes à Reims, elle se situe en bordure de la zone d'activité port sec.

## Origine du nom
Elle porte ce nom en hommage à Pierre Louis Gosset, architecte français (1802-1875) qui fut aussi adjoint au maire de Reims. Il fut chargé du plan d'alignement de 1839 et siégeait au conseil municipal de 1848 à 1874. Avec son épouse Françoise Aubert, ils eurent un fils Alphonse qui fut aussi architecte en la ville.

## Historique
Elle porte sa dénomination actuelle depuis 1892.

## Bâtiments remarquables et lieux de mémoire
- Au n°35 : bâtiment de l'ancienne manufacture de tissage de coton et de soie de Léon Paindavoine.